# Scheuchzeriafamilie
De Scheuchzeriafamilie (Scheuchzeriaceae) is een familie van eenzaadlobbige bloeiende planten. De familie bestaat uit één geslacht Scheuchzeria, met maar één soort, Veenbloembies (Scheuchzeria palustris). Het is een overblijvende, kruidachtige moerasplant met wortelstok, die voorkomt in gematigde en koude streken van het noordelijk halfrond.
In het Cronquist-systeem (1981) was de familie ondergebracht in een orde Najadales.